# 平切山脈
2°22′0″N 77°18′0″W / 2.36667°N 77.30000°W
平切山脈（西班牙語：Serranía del Pinche），是哥倫比亞的山脈，位於該國西南部考卡省，屬於安第斯山脈中哥倫比亞西部山脈的一部分，最高點海拔高度3,860米。